# Conosapium madagascariense
Conosapiumes un género monotípico de plantas perteneciente a la familia Euphorbiaceae. Su única especie: Conosapium madagascariense es originaria de Madagascar donde se encuentra en las provincias de Fianarantsoa, Toamasina y Toliara.

## Taxonomía
Conosapium madagascariense fue descrito por Johannes Müller Argoviensis y publicado en Linnaea 32: 87. 1863.
sinonimia
- Sapium madagascariense (Müll.Arg.) Pax	[2][3]